# МКС-40
МКС-40 — сороковой долговременный экипаж Международной космической станции. Его работа началась 13 мая 2014, 22:36 UTC года с момента отстыковки «Союз ТМА-11М» от станции экипажем корабля «Союз ТМА-12М» в количестве 3 человек. 29 мая 2014 года, 01:44 UTC экспедицию пополнил экипаж корабля «Союз ТМА-13М». С этого момента в экспедиции работало 6 человек. Завершилась экспедиция 10 сентября 2014 года, 23:01 UTC с отстыковкой корабля «Союз ТМА-12М».

## Экипаж
| Должность   | 13 — 29 мая 2014 года   | 29 мая — 10 сентября 2014 года | № космического полёта | Корабль доставки |
| ----------- | ----------------------- | ------------------------------ | --------------------- | ---------------- |
| Командир    | Стив Свэнсон, НАСА      | Стив Свэнсон, НАСА             | 3                     | Союз ТМА-12М     |
| Бортинженер | Александр Скворцов, ФКА | Александр Скворцов, ФКА        | 2                     | Союз ТМА-12М     |
| Бортинженер | Олег Артемьев, ФКА      | Олег Артемьев, ФКА             | 1                     | Союз ТМА-12М     |
| Бортинженер |                         | Грегори Уайсмен, НАСА          | 1                     | Союз ТМА-13М     |
| Бортинженер |                         | Максим Сураев, ФКА             | 2                     | Союз ТМА-13М     |
| Бортинженер |                         | Александр Герст, ЕКА           | 1                     | Союз ТМА-13М     |

## Ход экспедиции

### Выходы в открытый космос
1. 19 июня 2014 года,  Александр Скворцов и  Олег Артемьев, из модуля Пирс, длительность 7 ч 23 мин[2], монтаж выносного блока АФАР (активной фазированной антенной решетки), работы с научной аппаратурой на российском сегменте МКС.
2. 18 августа 2014 года,  Александр Скворцов и  Олег Артемьев, из модуля Пирс, длительность 5 ч 11 мин[3], работы по российской программе МКС, ручной запуск наноспутника НС-1.

### Принятые грузовые корабли
1. Cygnus CRS Orb-2, запуск 13 июля 2014 года, стыковка 16 июля 2014 года.
2. Прогресс М-24М, запуск и стыковка 24 июля 2014 года.
3. ATV-5 «Жорж Леметр»[4], запуск 29 июля 2014 года, стыковка 12 августа 2014 года.